# 土耳其的維吾爾人
維吾爾人，是土耳其民族中的小族群。

## 人口
在土耳其的維吾爾人人口一直有爭議，但2018年的人口普查表明有10,000多名維吾爾人居住在土耳其。但是，由於兩國之間的聯繫已有悠久的歷史，而且兩族都講突厥語，因此這個數字仍然引起很大爭議。美國之音估計有超過45,000名維吾爾人生活在土耳其，其中有10,000人為難民。

## 歷史
由於土耳其是突厥語國家，因此維吾爾人在很大程度上已經融入了土耳其社會。土耳其一直是逃離新疆衝突的維吾爾族人的落腳點，希望移民到歐洲和美國的維吾爾族人經常選擇土耳其作為中途站。土耳其一直對新疆的局勢感到關切，儘管它因無實際幫助而受到批評。
自敘利亞內戰以來，維吾爾人參加了多個聖戰團體，據信其中一些與土耳其政府有聯繫。土耳其的維吾爾族為他們做出了部分貢獻，特別是敘利亞突厥斯坦伊斯蘭黨。伊斯蘭國境內也有維吾爾族戰鬥人員。